# Боговинє (община)
Община Боговинє (мак. Општина Боговиње) — община в Північній Македонії. Адміністративний центр — село Боговинє. Розташована на північному заході Македонії, Полозький статистично-економічний регіон, з населенням 28 997 мешканців, які проживають на площі — 141,65 км². На території общини розташоване Боговинське озеро.